# David Peel
David Peel, vlastním jménem David Michael Rosario (1. srpna 1943 – 6. dubna 2017), byl americký zpěvák a kytarista. Své první album nazvané Have a Marijuana vydal roku 1968. Jde o záznam živých vystoupení z newyorských ulic. Peelovo první studiové album vyšlo pod názvem The American Revolution v roce 1970. Následující desku, The Pope Smokes Dope z roku 1972, produkovali John Lennon a Yoko Ono. Později vydal řadu dalších alb. Zemřel roku 2017 ve věku 73 let.